# 529 TCN
529 TCN là một năm trong lịch La Mã.